# أم الجمال (المفرق)
أم الجمال منطقة سكنية تقع في لواء البادية الشمالية، محافظة المفرق في الأردن. تنتمي المنطقة لقضاء أم الجمال الذي يضم 9 مناطق. يقدر عدد سكانها بـ 4524 نسمة حسب إحصاء 2015.

## الوصلات الخارجية
- دائرة الاحصاءات العامة